# محلل مالي معتمد

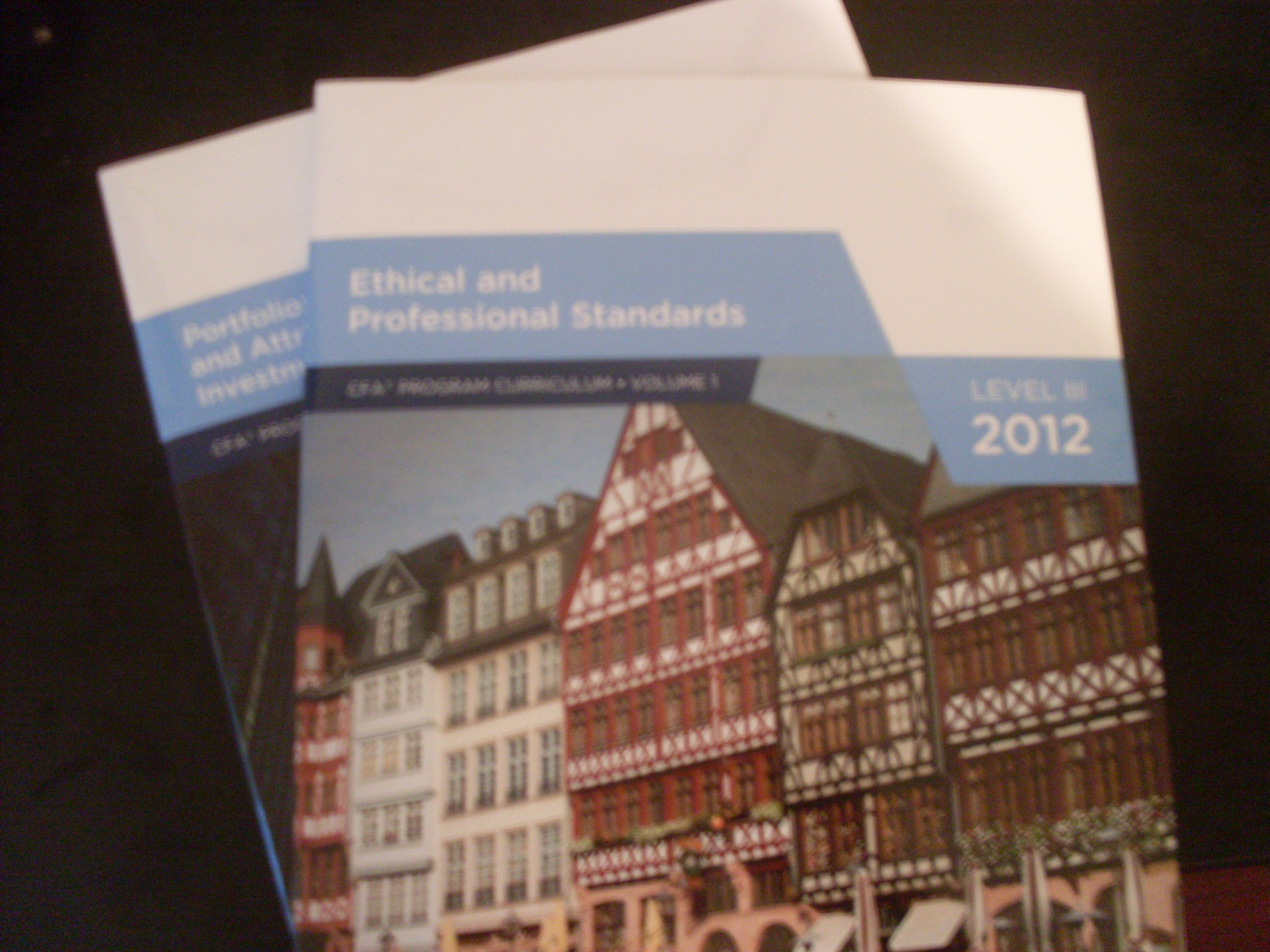
صورة لمنهج المحلل المالي المعتمد المستوى 3 لعام 2012.

شهادة المحلل المالي المعتمد  (بالإنجليزية: CFA Chartered Financial Analyst)‏ هي برنامج معتمد دوليًا لقياس كفاءة المحللين الماليين وتكامل معارفهم. وقد تم تصميم هذه الشهادة من قبل معهد المحللين الماليين بالولايات المتحدة الأمريكية. وقد منح المعهد شهادات بها للمرة الأولي عام 1963، ومنذ ذلك الحين وهي رمز التميز في المجتمع الاستثماري على مستوي العالم. ويتم منح الشهادة بعد اجتياز اختبار ثلاثي المستويات لقياس قدرة المتقدمين للاختبار علي تطبيق المعارف الأساسية المتعلقة بأسس الاستثمار واتخاذ القرار علي المستوي المهني. ولغة الاختبار الإنجليزية.

## القيمة المضافة من الحصول على الشهادة
- يعمل منهج المحلل المالي المعتمد على تطوير وتعزيز المعارف والمهارات الأساسية للمهنيين في التخصص الاستثماري. ومن أهم الجوانب المعرفية إدارة محافظ الاستثمار والتقييم المالي للأعمال التجارية وتقييم الأصول.
- تضع هذه الشهادة الحأصلين عليها في صفوة المتخصصين وتمنح جهودهم الكثير من الاحترام والمصداقية التي تفيدهم في كل مرحلة من مراحل مستقبلهم المهني -

فهم المبادئ والأسس المشتركة في مجالات العمل بجميع أسواق العالم
- تعدّ هذه الشهادة بمثابة مؤشراً هاماً بالنسبة لأصحاب الأعمال والمستثمرين، وعامل جذب وظيفي هائل حيث يوضع حامليها على رأس قائمة المرشحين للتوظيف في الشركات العالمية ومجموعات الشركات الكبرى
- تعدّ الشهادة بمثابة متطلب أساسي في الترقي الوظيفي للمستويات الوظيفية العليا داخل الشركات، وتعدّ أساساً لارتفاع رواتب حامليها -
- توثيق معارف المهنيين المختصين والتزامهم المهني
- تزويد أصحاب الأعمال والمستثمرين بمعايير ومقاييس موحدة ومعتمدة دولياً للحكم على كفاءة وتكامل مهارات ومعارف المحللين الماليين والمتخصصين في مجال الاستثمار والتقييم المالي.
- التواصل مع الآلاف من حاملي هذه الشهادة على مستوي العالم، حيث تتيح عضوية معهد المحللين الماليين العديد من المزايا ومنها التواصل مع زملاء المهنة في جميع مناطق العالم

## الفئات الوظيفية المرشحة للحصول على الشهادة
تشمل قائمة المرشحين للحصول على هذه الشهادة العديد من المهنيين والمحترفين بمجال الاستثمار وعلى رأسهم:
- المحليين الماليين
- رؤساء الشركات
- مدراء شركات الاستثمار
- مدراء إدارات الاستثمار بالبنوك والشركات المساهمة
- مدراء محافظ الاستثمار
- واضعي الاستراتيجيات
- المختصين في تقييم الشركات والأصول
- الأكاديميين المختصين بمجال الاستثمار -

## المؤهلات المطلوبة للتسجيل للاختبار
يتطلب التسجيل لدخول الاختبار:
- الحصول على مؤهل جامعي أو ما يعادله، درجة البكالوريوس، في المجال
- أن يكون المرشح للاختبار في السنة النهائية من دراسته الجامعية
- خبرة عملية لا تقل عن 4 سنوات
- إجمالي دراسة جامعية لا تقل عن 3 أعوام

## المحتوى العلمي لمنهج الشهادة
يتميز المنهج بأنه يعكس المعارف والمهارات التي تجعل المتخصصين على علم بالتطورات والتفاعلات الحاصلة بمجال الاستثمار على مستوي العالم. وفيما يلي المحتوي العلمي لمنهج المحلل المالي المعتمد. ويتكون منهج الشهادة من ثلاث مستويات. ويشتمل المستوي الأول على الوحدات الآتية:
- المعايير الأخلاقية والمهنية
- الطرق الإحصائية
- الاقتصاد
- إعداد وتحليل التقارير المالية
- بدائل التمويل الخامسة
- الاستثمار في الملكيات الخاصة
- الدخل الثابت
- المشتقات
- الاستثمارات البديلة
- إدارة المحافظ والتخطيط للثروات

## التسجيل للعضوية والاختبار
على الراغبين في التسجيل في عضوية معهد المحللين الماليين الدخول على موقعهم الإلكتروني www.cfainstitute.org
وللتسجيل في عضوية معهد المحللين الماليين المعتمدين، يتم اتخاذ الخطوات الآتية:
أولاً: التعامل مع الطلب
يقوم المعهد والجمعية المهنية التي يتبعها مقدم الطلب بمراجعة الخبرات العملية وإفادات الضامن لتحديد فئة العضوية للمتقدم، حيث أن للعضوية 3 فئات كالآتي.
- عضوية عادية: وشروط التأهل لها

الحصول على درجة البكالوريوس من جهة معترف بها أو خبرة عملية معادلة
اجتياز اختبار المستوي الأول من شهادة المحلل المالي المعتمد أو أي اختبار آخر في مجال ذي صلة حسب اعتماد مجلس المحافظين أو الاجتياز الذاتي لمعايير الممارسة المهنية
خبرة عملية مهنية مقبولة مدتها 48 شهر في مجال اتخاذ القرار الاستثماري
الموافقة على الالتزام باتفاقية العضوية وتوقيعها – إفادة السلوك المهني – بالإضافة إلى أية مستندات أخرى يطلبها المعهد
ويجب موافقة كل من معهد المحللين الماليين والجهة المحلية على المتقدم بصفته عضواً عادياً. وفي حالة الاختلاف يكون القرار النهائي للمعهد.
- حامل ميثاق عضوية المعهد

يجب لهذا النوع من العضوية استيفاء شروط العضوية العادية واجتياز المستويات الثلاث من اختبار المحلل المالي المعتمد CFA
- عضوية الزمالة

وينطوي ذلك على الآتي:
الموافقة على الالتزام باتفاقية العضوية والتوقيع عليها مع إفادة السلوك المهني
استيفاء شروط العضوية الكاملة بالجهة المحلية لعضوية الزمالة، وليس للعضو حق التصويت

## مواعيد واماكن الاختبار
ينعقد الاختبار للجزء الأول في يونيو وديسمبر من كل سنه، وفي شهر يونيو فقط بالنسبة للجزأين الثاني والثالث من الاختبار.
في المنطقة العربية، ينعقد الاختبار في عدة دول منها المملكة العربية السعودية في المدن الرئيسية بالرياض وفي مصر بالجامعة الأمريكية بالقاهرة في شهر يونيو وفي الإمارات في مدينة أبوظبي والبحرين في مدينة المنامة والكويت في شهر ديسمبر، معلومات عن أماكن الاختبار منشوره في موقع .cfainstitute.org

## وصلات خارجية
- موقع انطلاق شهادة المحلل المالي